# Recogne (Libramont-Chevigny)
Recogne is een plaats en deelgemeente van de Belgische gemeente Libramont-Chevigny. Recogne ligt in de provincie Luxemburg en was tot 1 januari 1977 een zelfstandige gemeente.

## Demografische ontwikkeling
- Bronnen:NIS, Opm:1831 tot en met 1970=volkstellingen, 1976= inwoneraantal op 31 december

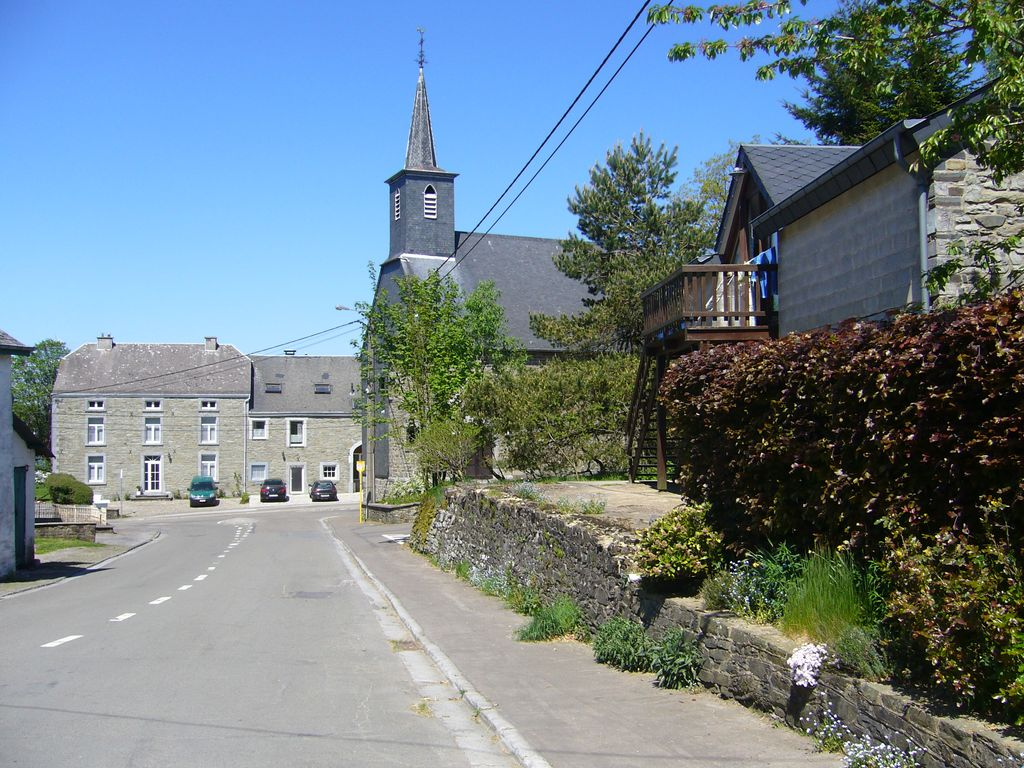
Recogne

Deelgemeenten: Bras · Freux · Libramont · Moircy · Recogne · Remagne · Sainte-Marie-Chevigny · Saint-Pierre

Overige dorpen en gehuchten: Bernimont · Bonnerue · Bougnimont · Chenet · Flohimont · Jenneville · Lamouline · Laneuville · Neuvillers · Nimbermont · Ourt · Presseux · Renaumont · Rondu · Sberchamps · Séviscourt · Wideumont

Belgische gemeenten · Arrondissement Neufchâteau · Luxemburg · Wallonië